# Peter und Paul (Uhyst)

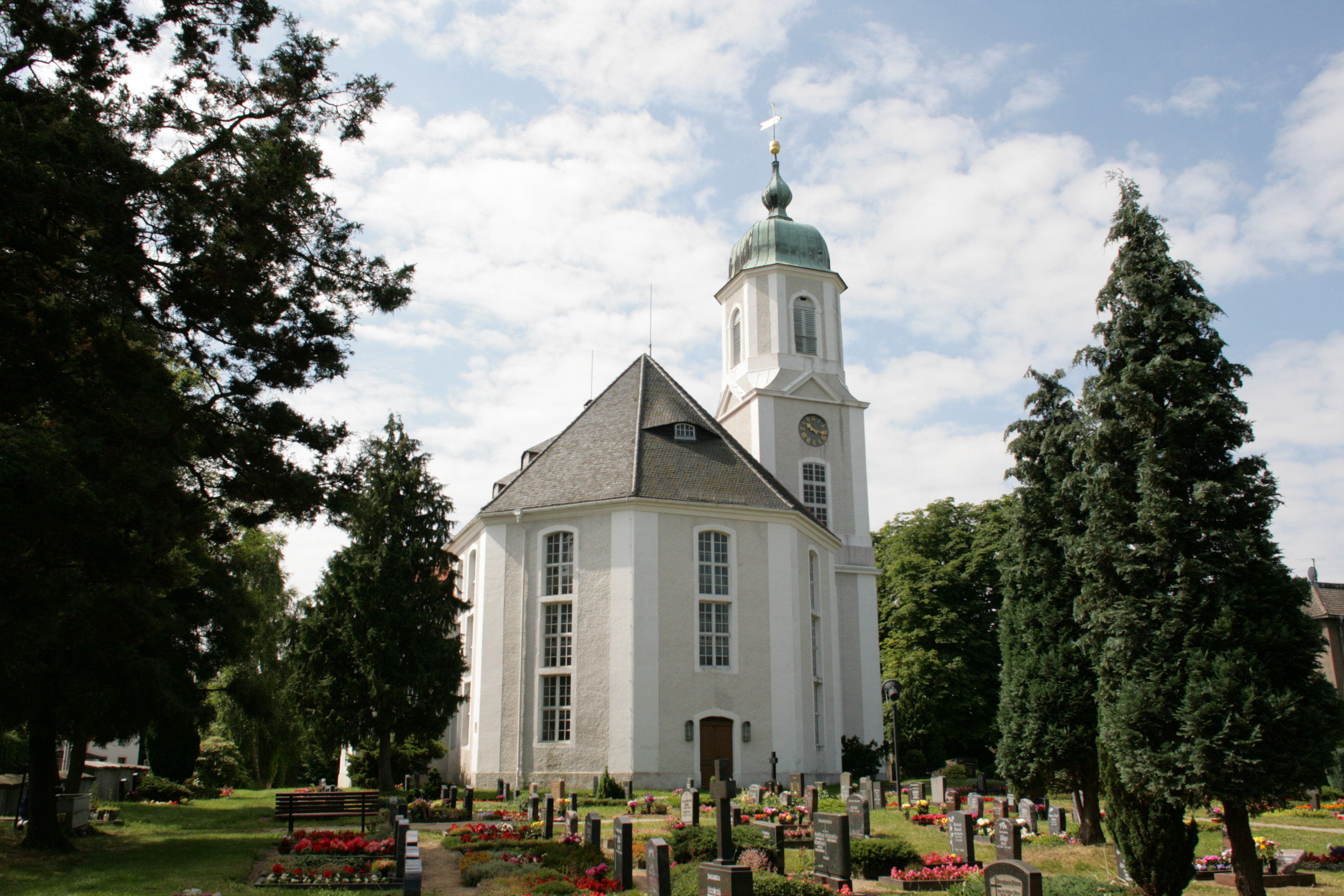
Kirche Peter und Paul in Uhyst am Taucher

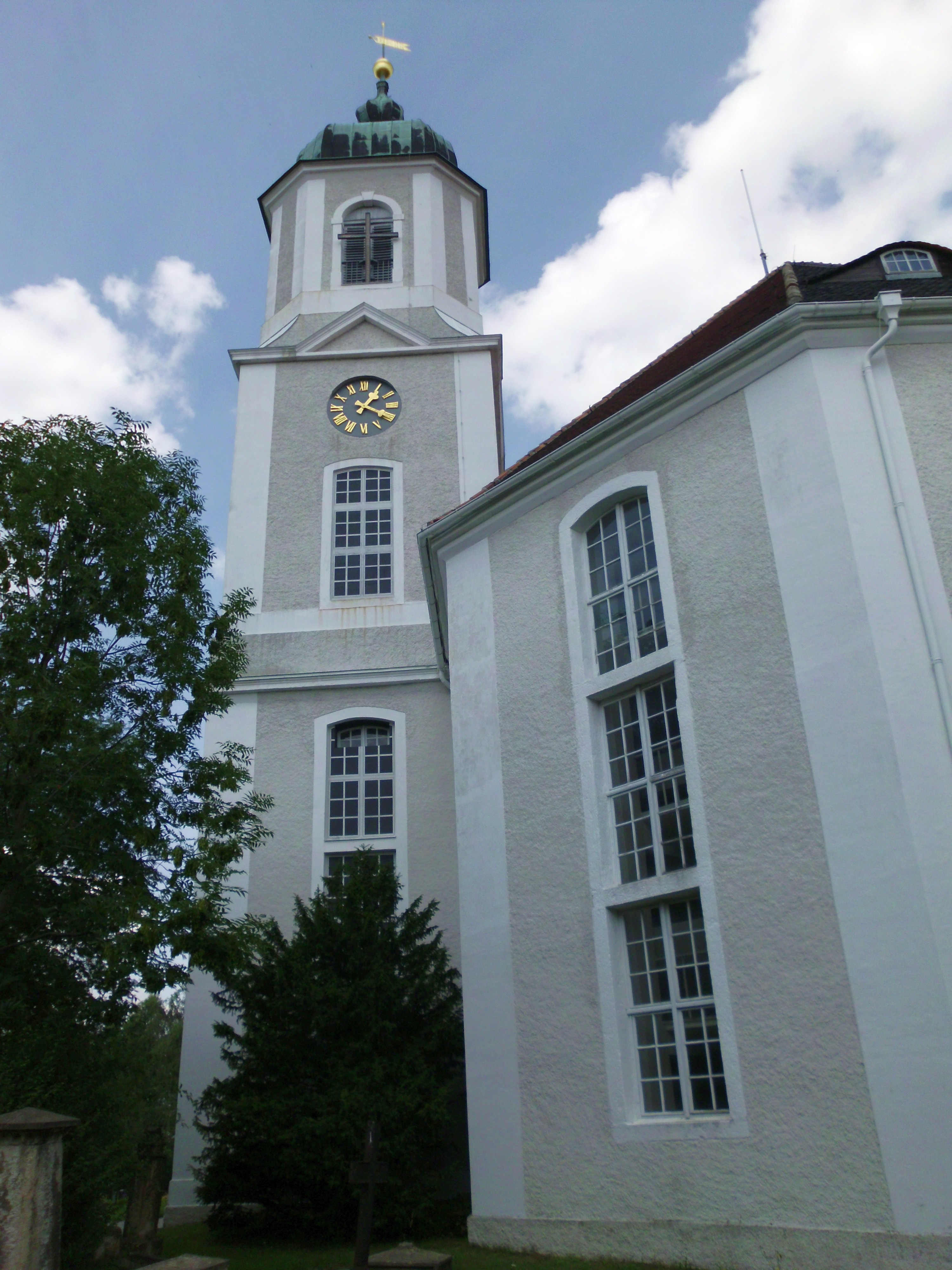
Seitenansicht

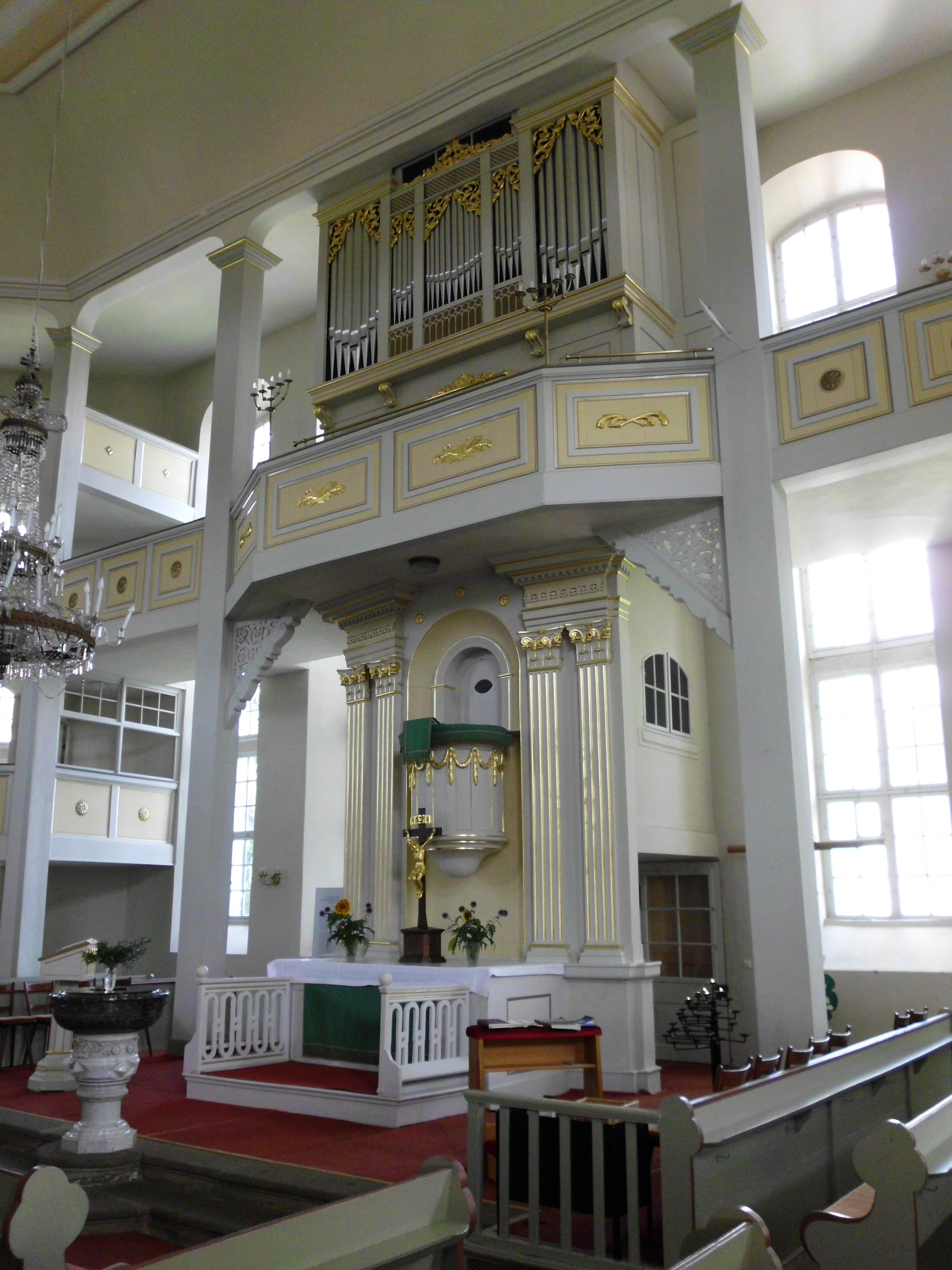
Altar, Kanzel und Orgel

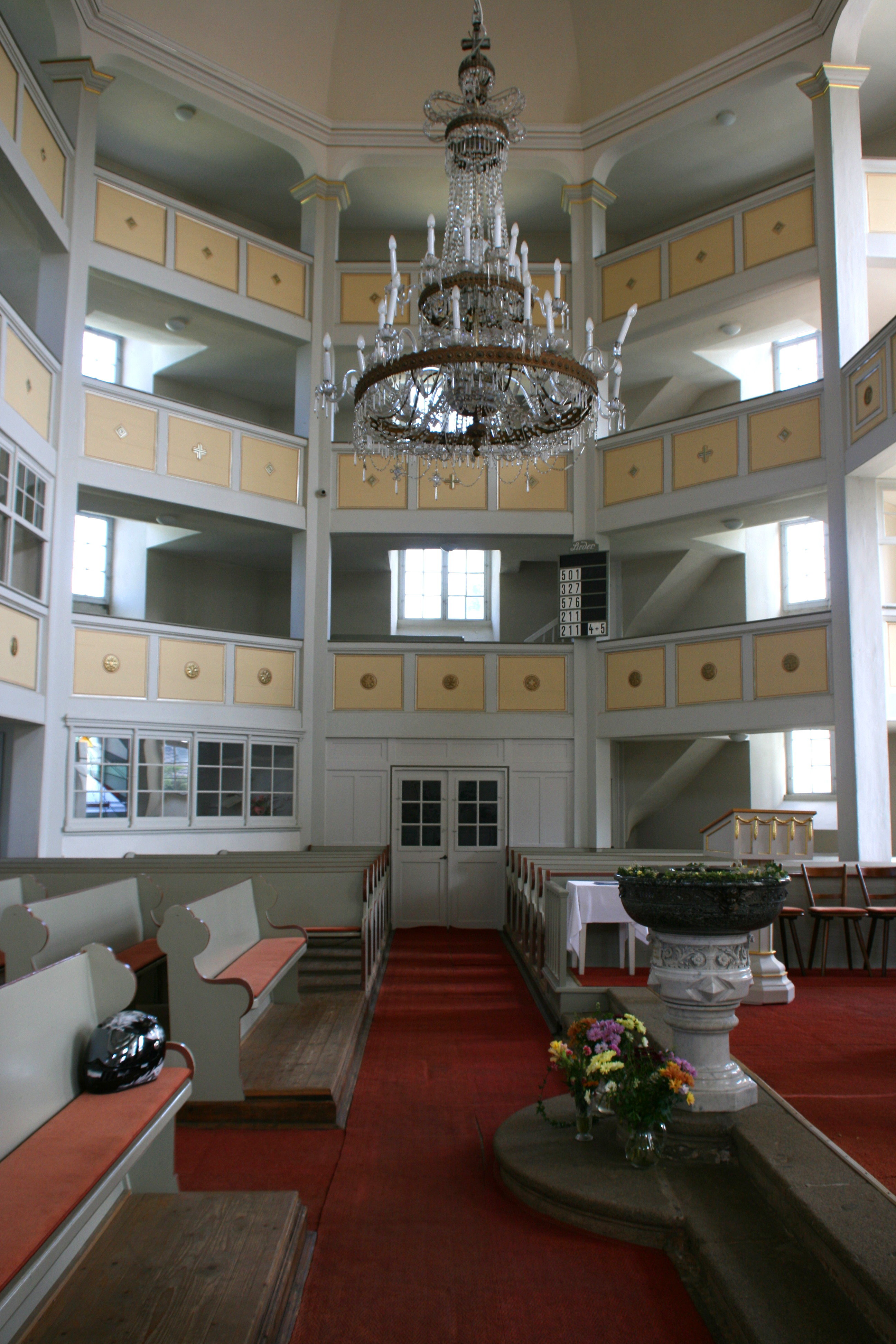
Blick von der Seite ins Kirchenschiff

Die Kirche Peter und Paul in Uhyst am Taucher, einem Ortsteil der Gemeinde Burkau im Landkreis Bautzen in Sachsen, ist eine evangelische Kirche. Sie gehört zum Kirchenbezirk Bautzen-Kamenz der Evangelisch-Lutherischen Landeskirche Sachsens und ist nach den Aposteln Petrus und Paulus benannt. Das Gotteshaus ist zugleich Autobahnkirche an der Bundesautobahn 4 nahe der Ausfahrt Uhyst am Taucher.

## Geschichte
Im Jahr 1412 gab es im Ort ein erstes Kirchengebäude, eine Dorfkirche aus Feldsteinen. 1495 wurde sie den Aposteln Petrus und Paulus geweiht. Um 1750 gab es Überlegungen für den Neubau der Kirche, die 50 Jahre später verwirklicht wurden. Grundsteinlegung war am 29. April 1800. Die Kirche wurde nach weniger als 18 Monaten Bauzeit am 12. Oktober 1801 eingeweiht. 1870 wurde das Innere der Kirche vollständig erneuert, 1896 erhielt sie eine Heizung.

## Architektur und Innenausstattung
Der Sakralbau ist eine Saalkirche im klassizistischen Stil. Der verputzte Bruchsteinbau hat einen gestreckten, achteckigen Grundriss. An der westlichen Längsseite des Kirchengebäudes erhebt sich der 40 Meter hohe Kirchturm mit achteckigem Glockengeschoss, vier Schallöffnungen, Haube und einer Zwiebelbekrönung.
An der östlichen Längsseite der Kirche liegt die von außen zugängliche Sakristei. Das Kircheninnere ist als evangelische Predigtkirche angelegt – das zeigt sich am typisch sächsischen Emporenbau mit drei Emporen, dem zentralen Kanzelaltar und der Orgel darüber.
Gegenüber dem Kanzelaltar befinden sich in der ersten Empore fünf Herrschaftslogen, so auch die Bautzener Ratsloge. Der Altartisch trägt das vergoldete Kruzifix, das zwei Keramik-Kerzenhalter einrahmen. Den Taufstein aus Marmor mit weißem Sockel, dunkelgrünem Becken und silbernem Taufbecken stiftete 1895 der Rittergutsbesitzer Oscar Hustig aus Neustädtel.

### Orgel
Die zweimanualige, mechanische Orgel mit 22 Registern schuf 1856 Urban Kreutzbach aus Borna.
1917 mussten die Prospektpfeifen aus Zinn für den Ersten Weltkrieg abgegeben werden, die 1923 von Prospektpfeifen aus Zink ersetzt wurden. 1933 erhielt die Orgel ein elektrisches Gebläse. Wegen der Beschädigungen während des Kriegs und eines Wasserschadens musste das Instrument 1947 überholt werden. 2007 wurde die Orgel restauriert.

## Autobahnkirche
Nach Renovierung wurde am 5. Mai 1996 die Kirche als Sachsens erste Autobahnkirche mit einem ökumenischen Gottesdienst eröffnet. Außenscheinwerfer erleuchten sie nachts, so dass sie weithin auch von der Autobahn aus zu sehen ist.